# SimCity (videogioco 2013)
SimCity è un videogioco gestionale sviluppato dalla software house Maxis, una filiale di Electronic Arts. Si tratta di un riavvio della serie e del sesto rilascio importante della serie SimCity. Il trailer ufficiale è stato diffuso il 7 marzo 2012.

## Sviluppo
Prima del suo annuncio, la rivista tedesca GameStar aveva trapelato un concept art. Sono stati presentati due nuovi trailer del gioco al E3 2012. La rivista ha ufficializzato due versioni: quella per PC, uscita il 7 marzo e quella per Mac, disponibile solo per il pre-ordine. L'uscita di quest'ultima, che era fissata per l'11 giugno, è stata ritardata fino al 29 agosto, dato che secondo la Maxis il gioco non era ancora pronto per il debutto su Mac.

## Modalità di gioco
SimCity utilizza il nuovo motore Glassbox. "Cerchiamo di costruire quello che ti aspetteresti di vedere, e questo è il gioco". Come spiega l'architetto Andrew Willmott, gli elementi aggregati del gioco come il traffico, l'economia e l'inquinamento, non sono simulati come nelle versioni precedenti, ma sono causati da numerosi agenti, come le autovetture, i fabbricati e i vari sims, che si evolvono singolarmente secondo un meccanismo greedy.
Il gioco prevede l'immersione del giocatore in un contesto regionale, contenente più città, che possono essere possedute da un unico o da più giocatori, tra le quali possono crearsi regole per lo scambio delle risorse. Il motore di simulazione provvede a tenere aggiornata la situazione regionale in tempo reale rispetto all'evolversi delle singole città.
Come spiega Lucy Bradshaw, responsabile di Maxis, a causa dell'elevata complessità computazionale di questo tipo di algoritmo di simulazione, il gioco richiede una connessione periodica ai server dell'editore sui quali viene eseguito il motore di simulazione, in base ai dati degli agenti inviati dal client sul terminale del giocatore.
Il gioco comprende anche strade curve non lineari, in contrasto con giochi precedenti.

## Critiche
La maggiore lamentela mossa agli sviluppatori da parte dei giocatori è quella di non poter giocare il videogioco disconnessi dalla rete internet. La polemica è stata poi infuocata dal fatto che il videogioco ha avuto considerevoli problemi durante i primi giorni del lancio, probabilmente a causa del numero inaspettatamente alto di giocatori connessi ai server, tanto che EA è corsa ai ripari incrementando i server e promettendo una copia di un videogioco omaggio a chi avesse attivato il gioco nei primi giorni dall'uscita.
Poco dopo l'uscita del videogioco, uno sviluppatore avrebbe individuato e pubblicato su un forum alcune parti del codice che forzano la chiusura automatica dell'applicazione dopo 20 minuti di mancata connessione ad internet. La rimozione di tali parti consentirebbe di continuare a giocare anche senza connessione, pur perdendo la possibilità di salvare le città oppure interagire con gli altri giocatori.
Una fonte ha poi rivelato che, tramite l'utilizzo della modalità debug, dedicata agli sviluppatori ma disponibile pur con funzionalità limitate anche all'utente finale, è possibile variare a piacere il tempo limite di gioco offline nonché attivare alcune funzionalità di gioco aggiuntive, non previste nella versione finale in commercio.
Tali rivelazioni hanno intensificato le critiche dei giocatori alla politica commerciale dell'azienda, ribadendo in base a tali scoperte che la richiesta di connessione continua non è utile alla divisione del carico di elaborazione tra PC dell'utente e server di gioco, ma sarebbe solo una politica di DRM malamente mascherata e dannosa per il giocatore.
Altre accuse mosse agli sviluppatori riguardano gli algoritmi di gestione degli agenti di gioco che non simulerebbero affatto la realtà. Un esempio è dato dai cittadini che non hanno un lavoro ed una abitazione permanente. I cittadini cambiano lavoro di giorno in giorno e si muovono cercando il lavoro più vicino all'abitazione e l'abitazione libera più prossima al luogo di lavoro nel momento in cui terminano la propria mansione.
Ancora, sembrerebbe che la gestione degli incendi segua una dinamica secondo cui più camion dei pompieri si muovono, tutti assieme, sul primo incendio disponibile ignorando completamente il secondo fino a che il primo non sia stato estinto. Analoga dinamica seguono le auto della polizia, gli scuolabus ed i trasporti pubblici.
Questo causerebbe diversi problemi al traffico cittadino ed è stato ipotizzato che la ridotta grandezza delle città sia data forse dal manifestarsi di questo problema. Più la città si estende, più evidente sarebbe il problema legato al traffico.
A marzo 2014 è stata pubblicata una versione ufficiale che offre la possibilità di decidere se giocare online o offline.

## Contenuti aggiuntivi ed espansioni

### DLC
Electronic Arts ufficializza un primo DLC gratuito, scaricabile da Origin, che prevede una stazione di servizio sponsorizzata da una casa automobilistica giapponese.
Il secondo DLC ufficializzato è SimCity: Amusement Park Pack, un contenuto aggiuntivo a pagamento che permette la gestione di un parco divertimenti.

### Espansioni
Il 19 settembre 2013 Maxis annuncia l'espansione SimCity: Città del Futuro, in cui vengono aggiunte nuove modalità di gioco e nuovi edifici residenziali, commerciali ed industriali che si sviluppano in altezza diventando degli enormi grattacieli collegati da una serie di mezzi pubblici futuristici e più efficienti dei tradizionali autobus.
Maxis introduce anche diverse espansioni che aggiungono edifici e alcune funzioni interessanti, ad esempio il set di dirigibili, il set parco delle meraviglie, ed i set delle città francesi, tedesche ed inglesi che aggiungono edifici e monumenti che daranno alla città un carattere più europeo.

## Versione offline
A metà di Febbraio 2014, Maxis annuncia la futura uscita della versione offline del gioco, funzione ora disponibile.